# Bombdräkt

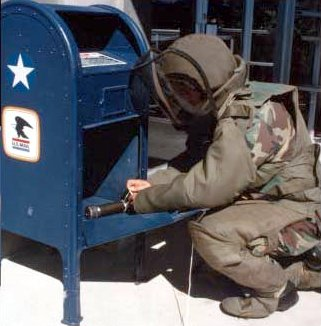
FBI-agent i bombdräkt (övning)

Bombdräkt, används inom polisen och försvarsmakten då bomber eller andra sprängämnen ska avlägsnas. Dräkten har till uppgift att skydda personal från eventuella explosioner och täcker kroppen helt. Även ansiktet täcks helt med antingen huva eller visir. Dräkten är både tung och otymplig men ger ett gott skydd mot detonationer.